# The Workhorse Chronicles
The Workhorse Chronicles ist eine DVD der US-amerikanischen Progressive-Metal-/Sludge Band Mastodon. Sie wurde am 21. Februar 2006 durch Relapse Records veröffentlicht.

## Entstehung
Nach ihrem Wechsel von Relapse Records zum Major-Label Warner Music veröffentlichte ihre bisherige Plattenfirma zwei Wochen nach dem Kompilationsalbum Call of the Mastodon die DVD The Workhorse Chronicles. Diese DVD enthält neben Interviews mit allen vier Bandmitglieder viele Liveaufnahmen aus der bisherigen Bandkarriere. Teilweise treten Mastodon noch als Quintett mit dem zwischenzeitlich ausgestiegenen Sänger Eric Saner auf. Abgeschlossen wird die DVD von drei Musikvideos. Die Gesamtspielzeit der DVD beträgt mehr als drei Stunden. Bassist Troy Sanders bezeichnete die DVD als „Einladung, die Pfade zu betreten, die die Band einst entlangegangen ist“.

## Titelliste
The Evolution of Mastodon
1. Introduction to Mastodon
2. Profiling Mastodon
3. Pre-Mastodon
4. Formation of Mastodon
5. Mastodon Environment
6. Roar of Mastodon

Live performances
1. Deep Sea Creature
2. Slick Leg
3. Thank You for This
4. Call of the Mastodon
5. Shadows That Move
6. Battle at Sea
7. Hail to Fire
8. We Built This Come Death
9. Welcoming War
10. Burning Man
11. Crusher Destroyer
12. March of the Fire Ants
13. Mother Puncher
14. Ole Nessie
15. Trainwreck
16. Trampled Under Hoof
17. Trilobite
18. Where Strides the Behemoth
19. Workhorse
20. Megalodon
21. Aqua Dementia
22. Blood & Thunder
23. Hearts Alive
24. I Am Ahab
25. Iron Tusk
26. Island
27. Naked Burn
28. Seabeast

The Videos
1. Creating the Videos
2. March of the Fire Ants
3. Iron Tusk
4. Blood and Thunder

## Rezeption
Ned Raggett bezeichnete The Workhorse Chronicles als „wunderbare DVD, die ein sofortiger Klassiker“ ist. Insbesondere der Dokumentarteil mit den Interviews würden diese Veröffentlichung essentiell machen. Für Jost Frommhold vom Onlinemagazin Metal.de verabschiedet sich Relapse „auf gekonnte Art und Weise von dieser Ausnahmeband“. Die vorliegenden drei Stunden wären „ihr Geld durchaus wert“, so dass man dem Label nicht vorwerfen könne, „nochmal abkassieren zu wollen“. Die DVD wäre „ein Leckerbissen für jeden Mastodon-Fan und dürfte auch noch nicht Eingeweihten als Einstiegsdroge schmecken“, wofür Frommhold neun von zehn Punkten vergab.